# Anil K. Chopra
Anil K. Chopra (* 18. Februar 1941 in Peschawar) ist ein indisch-US-amerikanischer Bauingenieur.

## Leben
Chopra studierte Bauingenieurwesen an der Banaras Hindu University mit dem Bachelorabschluss 1960 (wobei er die Goldmedaille der Universität erhielt) und an der University of California, Berkeley, mit dem Master-Abschluss 1963 und der Promotion 1966. Er arbeitete 1961 für Kaiser Engineers in Indien und war 1966/67 Assistant Professor an der University of Minnesota. Ab 1969 war er Assistant Professor und ab 1976 Professor in Berkeley und stand 1991 bis 1997 der Abteilung Konstruktiver Ingenieurbau, Mechanik und Materialien vor.
Er befasst sich mit Baudynamik, speziell Erdbeben und dynamische Wechselwirkungen von Bauten mit Baugrund und Wasser, wobei er sich besonders mit Erdbebenverhalten von Dämmen und Talsperren befasste. Ab 1978 war er im US-Komitee für große Talsperren und Dämme. Sein Lehrbuch der Baudynamik wurde in mehrere Sprachen übersetzt.
Er erhielt viermal die Norman Medal und 1993 die Nathan M. Newmark Medal, den Huber Forschungspreis der ASCE und den  Raymond C. Reese Forschungspreis.  Er ist Mitglied der National Academy of Engineering (1984) und Ehrenmitglied der International Association for Earthquake Engineering und des Earthquake Engineering Research Institute, Ehrendoktor der Technischen Universität Bukarest und Ehrenprofessor am Harbin Institute of Technology in China. 2016 erhielt er die Berkeley Citation.

## Schriften (Auswahl)
- Earthquake Dynamics of Structures, A Primer, Earthquake Engineering Research Institute, 2. Auflage 2005 (zuerst 1981 als Dynamics of Structures, A Primer)
- Dynamics of Structures: Theory and Applications to Earthquake Engineering, Prentice-Hall/Pearson 1995, 2001, 2007, 2012, 2017